# Serica karnaliensis
Serica karnaliensis är en skalbaggsart som beskrevs av Ahrens 1999. Serica karnaliensis ingår i släktet Serica och familjen Melolonthidae. Inga underarter finns listade i Catalogue of Life.